# Curtomerus purus
Curtomerus purus är en skalbaggsart som beskrevs av Martins 1974. Curtomerus purus ingår i släktet Curtomerus och familjen långhorningar. Inga underarter finns listade i Catalogue of Life.